# Incurvaria rupella
Incurvaria rupella is een vlinder uit de familie van de witvlekmotten (Incurvariidae). De wetenschappelijke naam van de soort is voor het eerst geldig gepubliceerd in 1776 door Schiffermüller.